# 861
861 је била проста година.

## Догађаји
- Википедија:Непознат датум — Владавина династије Абасида у Багдаду.

- Март – Краљ Карло Ћелави је именовао Робера Јаког за маркгрофа Неустрије. Он поново успоставља Бретонски марш, и продужава свој мандат кампањом против Саломона, војводе „краља“ Бретање. Робер унајмљује комбиновану флоту Сене-Лоаре за 6.000 фунти сребра, 'пре него што Саломон може да се удружи са њима против њега'. Заузврат, Саломон ангажује 12 викиншких бродова под командом Хастеина, да нападну округ Мејн, који, са Анжуом, постаје стиснут између Бретање и Неустрије.
- Пролеће – Цариградски сабор (861), коме је присуствовало 318 светих отаца, потврђује Фотија Великог за патријарха Цариграда и доноси 17 канона.
- Карломан Баварски, најстарији син краља Луја Немачког, устаје против свог оца. Он је заробљен, али успева да побегне у Остмарк (или 862).
- Лето – Викиншки јуришници пљачкају градове Париз, Келн, Ахен, Вормс и Тулуз.
- 11. децембар – калифа ал-Мутавакила убија његова турска гарда, чиме почиње период невоља познат као „Анархија у Самари“ (861–870). Наследио га је његов син Ал-Мунтасир, као владар Абасидског калифата.